# Richard Peter Stanley
Pour les articles homonymes, voir Richard Stanley et Stanley.
Richard Peter Stanley (né en 1944) est un mathématicien américain, chercheur de premier rang dans le domaine de la combinatoire et de ses applications.

## Biographie
R. Stanley obtient un doctorat sous la direction de Gian-Carlo Rota à l'université Harvard en 1971.
Il est professeur titulaire de la chaire Norman Levinson de mathématiques appliquées au Massachusetts Institute of Technology, à Cambridge jusqu'au 15 janvier 2018.

## Ouvrages
Il est renommé pour son traité intitulé Enumerative Combinatorics (1986–1999), en deux volumes, qui fait autorité sur les méthodes d'énumératives. Ce traité, d'une présentation élégante, est un livre de référence, et une source d'exercices créateurs. Son exercice le plus réputé figure peut-être dans le volume 2, où il est demandé au lecteur de prouver l'équivalence de 66 définitions des nombres de Catalan.
- Combinatorics and Commutative Algebra
  - 1re édition : 1983 Birkhäuser Boston viii+88 p.  (ISBN 0817631127), Birkhäuser Bâle  (ISBN 3764331127)
  - 2e édition : 1996 Birkhäuser Boston, coll. « Progress in Mathematics » (no 41), vi+164 p.  (ISBN 0817638369), Birkhäuser Bâle  (ISBN 3764338369)
- Enumerative Combinatorics Volume 1
  - 1re édition : 1986 Wadsworth and Brooks/Cole ; réimpression en 2000 par Cambridge University Press  (ISBN 9780521663519)
  - 2e édition : 2011 Cambridge University Press, coll. « Cambridge Studies in Advanced Mathematics » (no 49)  (ISBN 9781107602625)
- Enumerative Combinatorics Volume 2
  - 1999 Cambridge University Press, coll. « Cambridge Studies in Advanced Mathematics » (no 62)  (ISBN 0-521-56069-1), [présentation en ligne]
- Catalan Numbers, Cambridge University Press, 2015  (ISBN 9781107075092), [présentation en ligne], [aperçu en ligne]

## Distinctions
- Membre de l'Académie des sciences des États-Unis depuis 1995.
- Prix Leroy P. Steele 2001 pour la présentation mathématique.
- Prix Schock 2003[3].
- Conférence plénière au Congrès international des mathématiciens de 2006 à Madrid.
- Prix Leroy P. Steele 2022 pour l'ensemble de sa carrière.